# José de Charmoy
José de Charmoy fue un escultor francés, nacido el 6 de junio de 1879 en Port Louis, Isla Mauricio y fallecido el 10 de noviembre de 1914 en Neuilly-sur-Seine.

## Datos biográficos
Se dio a conocer en el salón de París de la Sociedad Nacional de las Bellas Artes en 1899 con un busto titulado Demos. Especializado en las obras funerarias, sus contemporáneos tildaron su estilo de «extraño y raro», su representación de Charles Baudelaire en el cementerio de Montparnasse resultó controvertida.

## Obras
Entre las mejores y más conocidas obras de José de Charmoy se incluyen las siguientes:
- Cenotafio de Charles Baudelaire (1902), en el cementerio Montparnasse

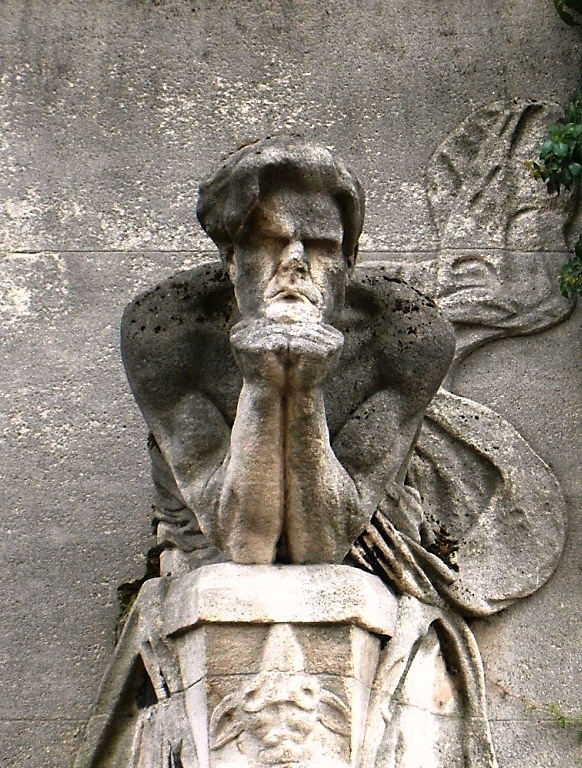

(pulsar sobre la imagen para agrandar) 
- Estatua funeraria de Charles Augustin Sainte-Beuve, cementerio de Montparnasse.
- Monumento a Ludwig van Beethoven, bosque de Vincennes (inacabado).[1]

- Busto de Émile Zola, piedra, casa-museo de Zola en Médan (Yvelines)

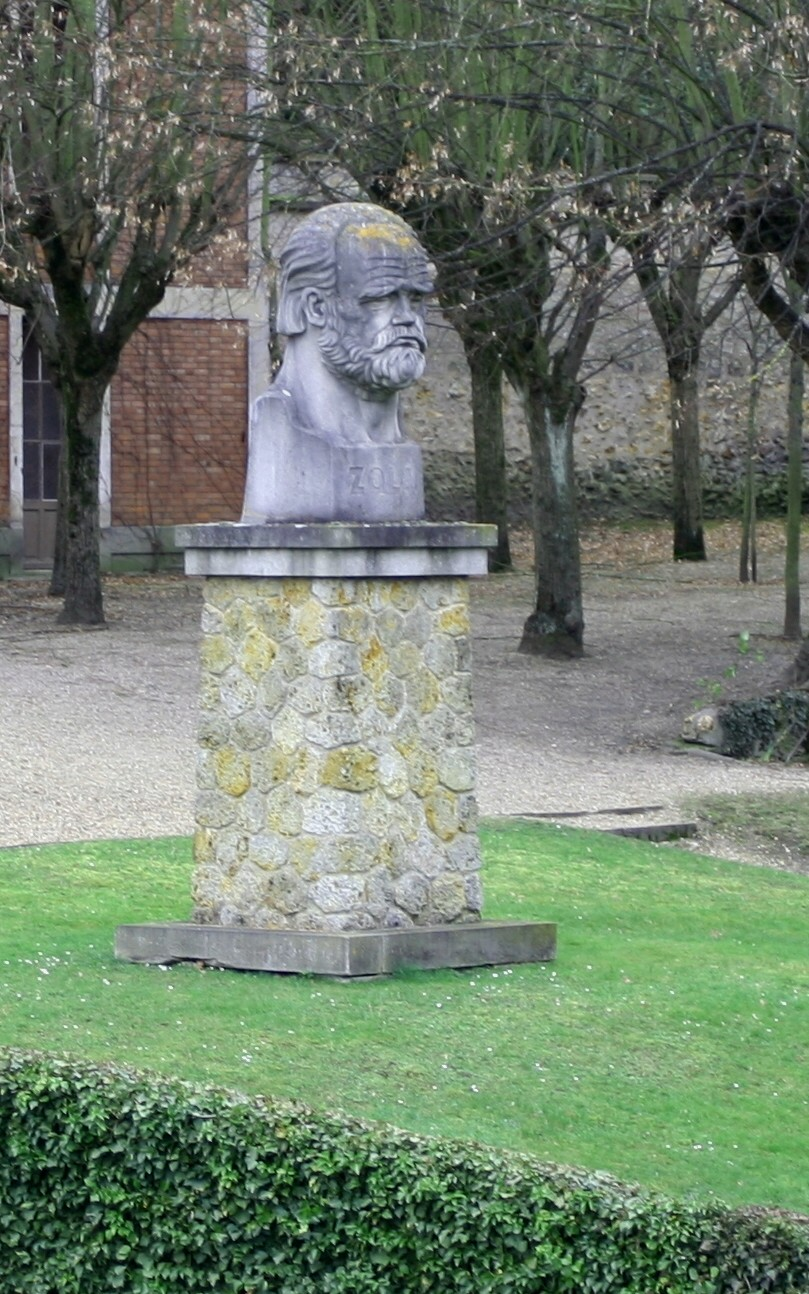
Busto de Zola en Médan (Yvelines).

(pulsar sobre la imagen para agrandar) 
- "Sileno", (1903-1913) altorrelieve en piedra de Pouillenay y mármol del Languedoc. Conservado en el Museo de Orsay[2] (imagen (enlace roto disponible en Internet Archive; véase el historial, la primera versión y la última).)